# Kisecik, Karaman
Kisecik là một thị trấn thuộc thành phố Karaman, tỉnh Karaman, Thổ Nhĩ Kỳ. Dân số thời điểm năm 2011 là 759 người.